# Großer Arber
Der Große Arber (tschechisch Velký Javor) ist mit 1455,5 m ü. NHN der höchste Berg des Böhmerwaldes / Bayerischen Waldes und von Niederbayern. Er ist zudem der höchste Berg Bayerns außerhalb der Alpen und nach dem Feldberg der zweithöchste Berg Deutschlands außerhalb der Alpen. Außerdem stellt ein Felsriegel westlich des Gipfelkreuzes mit 1439,6 m ü. NHN Höhe den höchsten Punkt der Oberpfalz dar. Daher wird der im niederbayerischen Landkreis Regen und im oberpfälzischen Landkreis Cham gelegene Berg als König des Bayerischen Waldes bezeichnet. Seine Gipfelregion besteht aus Paragneis.

## Name
Der Name leitet sich wahrscheinlich vom keltischen „Arduikos“, zu deutsch  „der hohe Berg“ ab. In einer Urkunde von 1279 trägt er den Namen Adwich, Johannes Aventinus nennt ihn 1500 Hädweg und 1540 Ätwa. Bei Philipp Apian trägt er die Bezeichnung Aetwha m., also Aetwha mons (mons, montis: lat. Berg), 1720 ist er auf einer Karte als Aidweich bezeichnet. Im Jahr 1740 findet sich in einer Urkunde erstmals die Bezeichnung Arber.

## Geographie

### Lage
Der Große Arber erhebt sich im Hinteren Bayerischen Wald auf der in Gipfelnähe verlaufenden Grenze der Naturparks Oberer Bayerischer Wald im Norden und Bayerischer Wald im Süden. Sein Gipfel liegt im Gemeindegebiet von Bayerisch Eisenstein und die Südwestflanke in jenem des Marktes Bodenmais. Beide Gemeinden befinden sich im Landkreis Regen. Seine Westflanke gehört zur Gemeinde Lohberg im Landkreis Cham.

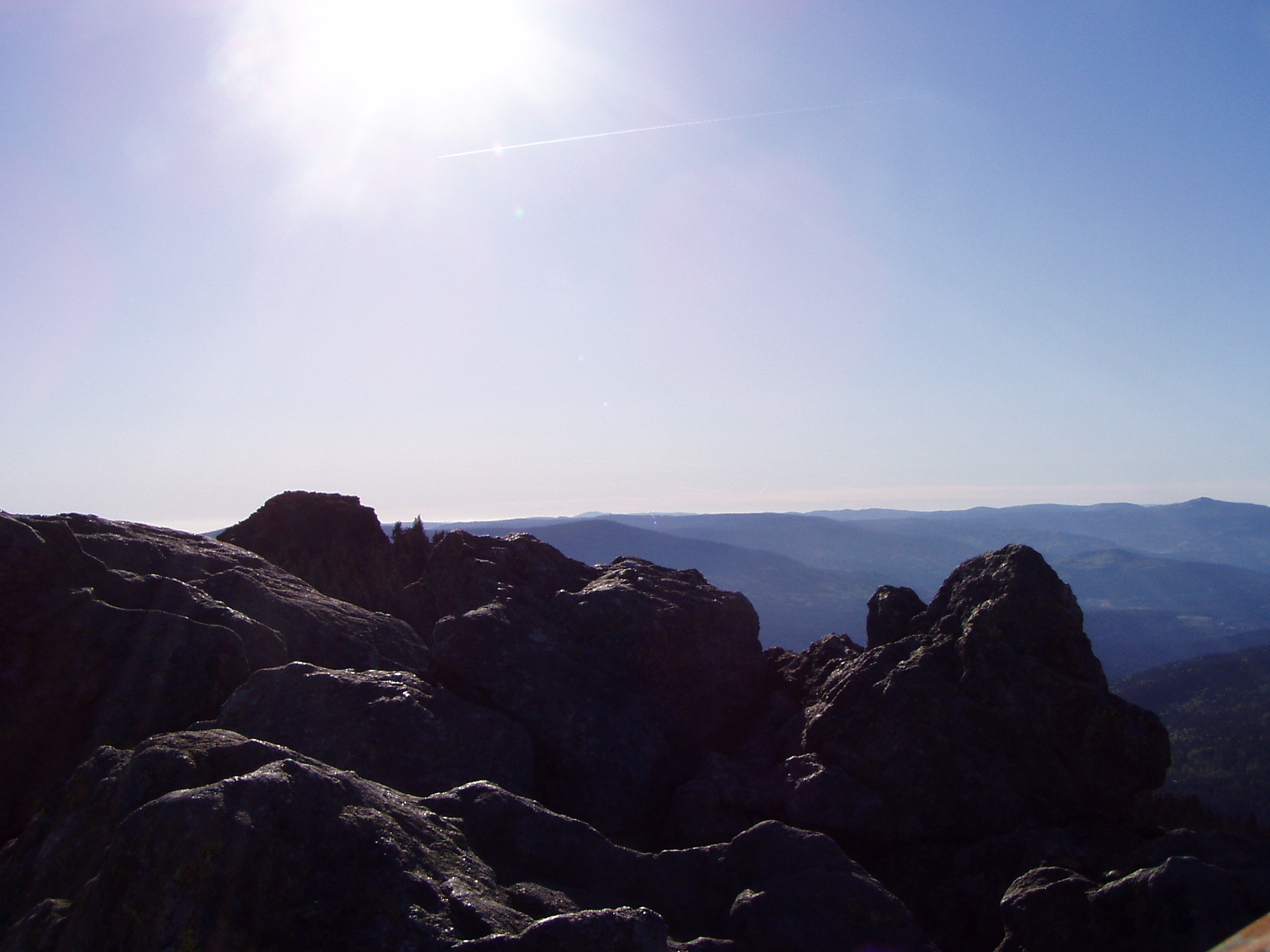
Felsen des Richard-Wagner-Kopfes mit dem Großen Rachel im Hintergrund

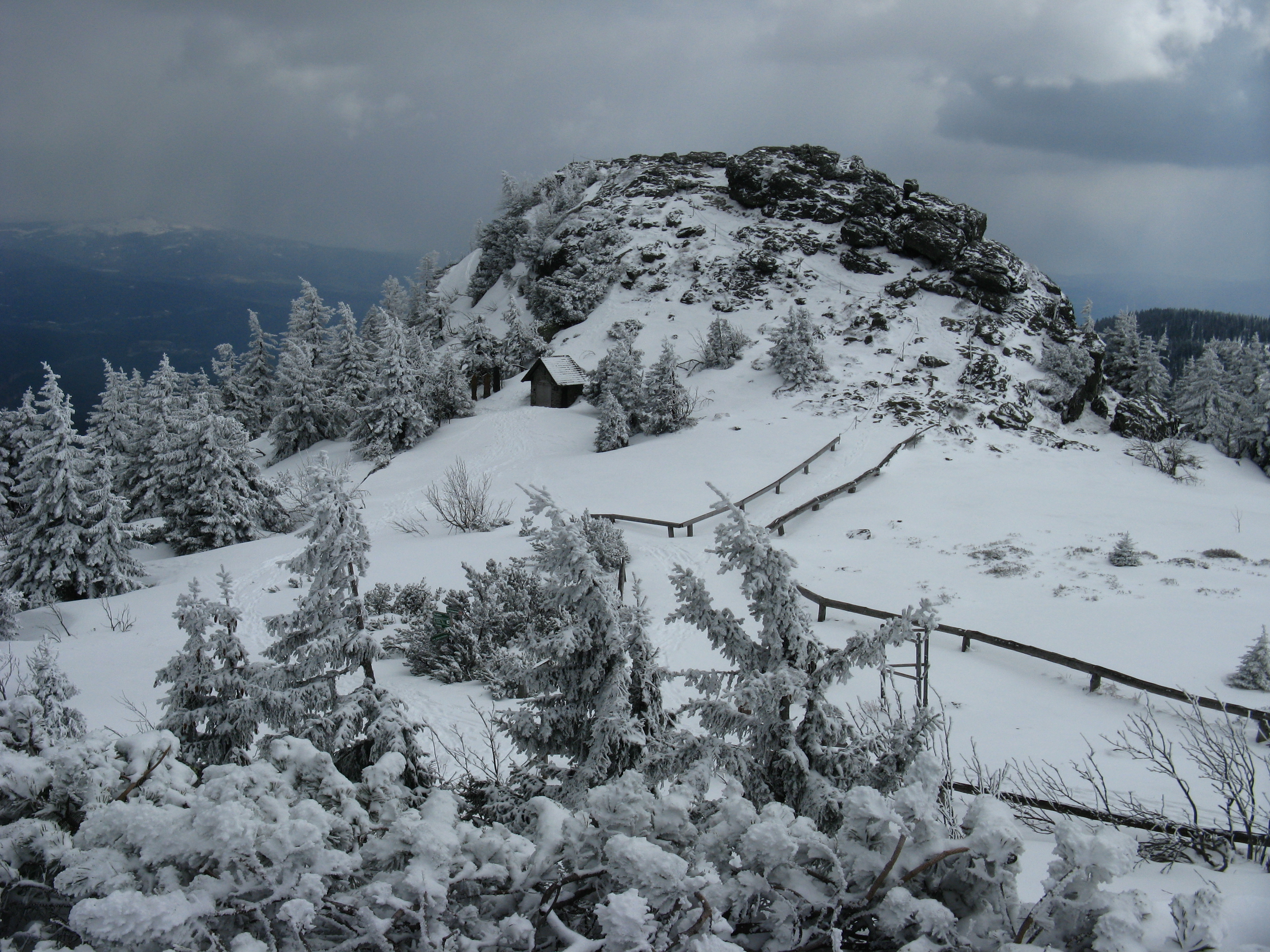
Der „Große Seeriegel“

Der Große Arber hat vier Gipfel: den Hauptgipfel mit dem 1913 errichteten Gipfelkreuz, den Bodenmaiser Riegel mit dem charakteristischen, oft abgebildeten Richard-Wagner-Kopf, sowie den Kleinen und Großen Seeriegel. Zu seiner Berggruppe gehört unter anderem auch der Kleine Arber mit 1384 m Höhe.

### Naturräumliche Zuordnung
Der Große Arber gehört in der naturräumlichen Haupteinheitengruppe Oberpfalzer und Bayerischer Wald (Nr. 40), in der Haupteinheit Hinterer Bayerischer Wald (403) und in der Untereinheit Arber-Kaitersbergzug (403.5) zum Naturraum Arbermassiv (403.51).

### Gewässer
Auf der Südostflanke des Großen Arber liegt der Große Arbersee und nordwestlich von ihm bzw. nordnordöstlich des Kleinen Arbers der Kleine Arbersee, die beide jeweils in einem Naturschutzgebiet liegen. Zu den auf dem Berg entspringenden Fließgewässern gehören: zwei Arberbäche (jeweils einer im Osten und Süden), Geigenbach, Hirschaubach, Schwellbach, Seebach, Steinbach, Teufelsbach und Weidenbach. Nordöstlich vorbei fließt der Große Regen, der in Bergnähe durch den Arbersee- und Teufelsbach gespeist wird, und auf der Nordwestflanke entfließt dem Kleinen Arbersee der Weiße Regen, in den am Berg der Weidenbach mündet.

## Naturparks
Seit dem Sommer 1995 ist im Naturpark Bayerischer Wald im Gebiet des Großen Arber eine hauptamtliche Naturschutzwacht tätig. Die Gebietsbetreuung steht schwerpunktmäßig für die Gipfelregion des Berges, aber auch für die Schutzgebiete des Berges als Ansprechpartner für Naturschutzfachfragen und für Führungen zur Verfügung; zu deren Aufgaben zählt neben Besucherinformation und Öffentlichkeitsarbeit auch die Überwachung der Schutzgebietsvorschriften. Für den benachbarten Naturpark Oberer Bayerischer Wald ist seit 1999 eine weitere Gebietsbetreuung für den Großen Arber (Schwerpunkt: Gipfelplateau und NSG „Kleiner Arbersee“) im Einsatz.

## Schutzgebiete
Von der Gipfelregion des Großen Arber in Richtung Südosten erstreckt sich das Naturschutzgebiet (NSG) Großer Arbersee und Arberseewand (CDDA-Nr. 163348; 1939 ausgewiesen; 1,4857 km² groß) und von der Gipfelregion nach Nordwesten das NSG Kleiner Arbersee (CDDA-Nr. 164117; 1998; 4,1059 km²); in Bergnähe liegt bei den Rieslochfällen das NSG Riesloch (CDDA-Nr. 318989; 1939; 33,4 ha). Auf dem Berg erstrecken sich Teile der Landschaftsschutzgebiete Bayerischer Wald (CDDA-Nr. 396098; 1983; 2310,1276 km²) und Oberer Bayerischer Wald (CDDA-Nr. 396128 1308,5616 km²), des Fauna-Flora-Habitat-Gebiets Großer und Kleiner Arber mit Arberseen (FFH-Nr. 6844-373; 22,952 km²) und des Vogelschutzgebiets Großer und Kleiner Arber mit Schwarzeck (VSG-Nr. 6844-471; 35,4624 km²).

## Fauna und Flora
Die Gipfelregion des Großen Arber überragt nicht die natürliche Waldgrenze. Sie ist trotzdem baumfrei und von subalpinen Magerrasen, Felsfluren und Latschengebüschen geprägt, wie sie in dieser Ausdehnung im Bayerischen Wald sonst nirgends auftreten. Zu den charakteristischen Vogelarten dieser Region gehören Wiesenpieper, Alpenbraunelle, Bergpieper, Ringdrossel und Steinschmätzer. Im Norden Richtung Lam herrscht bäuerlich bewirtschafteter Plenterwald vor, im Süden gegen Bodenmais Staatswald.

## Klima

### Überblick
Die Gipfelregion des Großen Arber weist im Durchschnitt 160 Frosttage und eine Schneedeckendauer von 150 Tagen auf. Wegen der Spät- und Frühfröste hat die Vegetationsperiode eine Dauer von wenig mehr als 100 Tagen. Die Julitemperatur liegt in den Kammbereichen bei 11 Grad. Von den etwa 1950 mm Jahresniederschlägen fallen 40 % als Schnee.

### Arbermandl
Im Winter bildet der Ostwind zusammen mit Eisschnee die so genannten Arbermandl. Die  Bergfichten des Großen Arber erstarren dabei zu bizarren und oft skurril wirkenden Gestalten. Der Begriff „Arbermandl“ ist nicht historisch, sondern entstand durch einen Fernsehbeitrag des Kameramanns Martin Lippl aus dem Jahr 1985. Die Aufnahmen entstanden eher zufällig in einer kurzen Pause mit Sonnenschein während eines Schneesturms. Elfie Pertramer unterlegte diese Aufnahmen später mit einem mystischen Gedicht. Unter dem Titel Stimmen aus dem Zauberwald wird der Film jeweils um Jahresbeginn im Bayerischen Fernsehen in der Sendung Zwischen Spessart und Karwendel ausgestrahlt.

## Geschichte
Der größte Teil des Großen Arber und die umliegenden Waldgebiete befinden sich im Besitz der Fürsten von Hohenzollern-Sigmaringen. Diese erwarben 1852 die Besitzung des Glashüttenmeisters Hafenbrädl in Böhmisch Eisenstein, später Markt Eisenstein, heute Železná Ruda, und 1872 die in Bayerisch Eisenstein. Das Jahr 1884 brachte die Errichtung einer hölzernen Schutzhütte durch den Bayerischen Wald-Verein. 1903 entstand das erste Schutzhaus auf dem Gipfel. Das jetzige mit Schindeln beschlagene Arberschutzhaus wurde 1936 errichtet und 1985 erweitert.

## Arberkapelle und Arberkirchweih

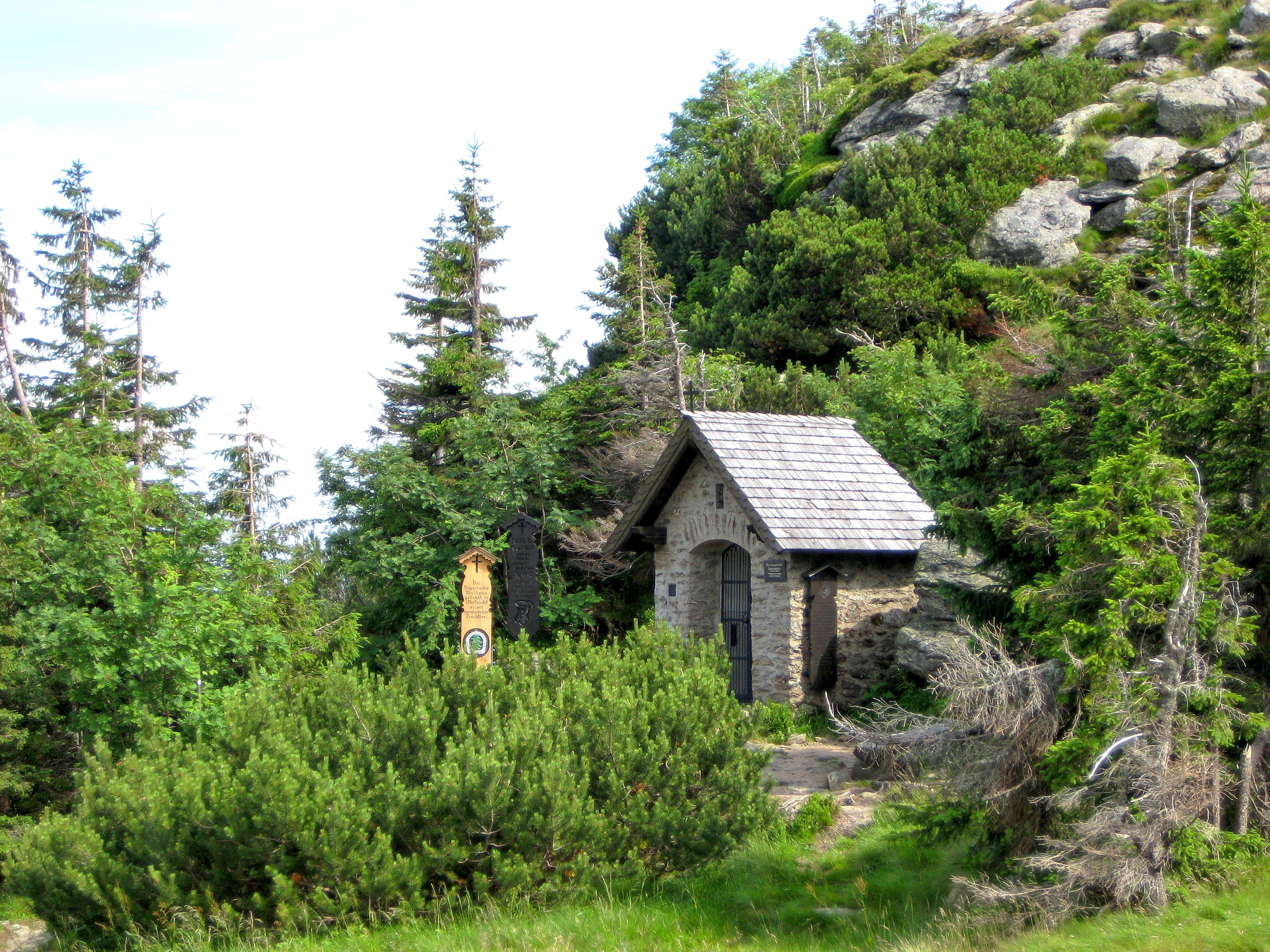
Arberkapelle

Etwas nordwestlich und wenige Meter unterhalb vom Gipfel des Großen Arber steht die kleine Arberkapelle, die dem heiligen Bartholomäus geweiht wurde. Die erste dortige Kapelle ließ 1806 der Glashüttenherr Freiherr von Hafenbrädl erbauen. Seitdem wurde das Gebäude viermal erneuert; das jetzige entstand 2015.
Anlässlich des hundertjährigen Kapellenbestehens zelebrierte dort am Bartholomäustag 1906 der Abt Willibald Adam von Kloster Metten in Gegenwart von 2000 Teilnehmern erstmals eine Bergmesse. Am 29. August 1965 feierte der Arberpfarrer Josef Kufner hier erneut eine Messe, womit die erste eigentliche Arberkirchweih begründet wurde. Seitdem wird sie alljährlich am vorletzten Sonntag im August gefeiert. Nach den Messen trifft man sich zum Mittagessen im Arberschutzhaus; anschließend zeigen Volkssänger und Musikanten ihre Darbietungen.

## Radaranlage

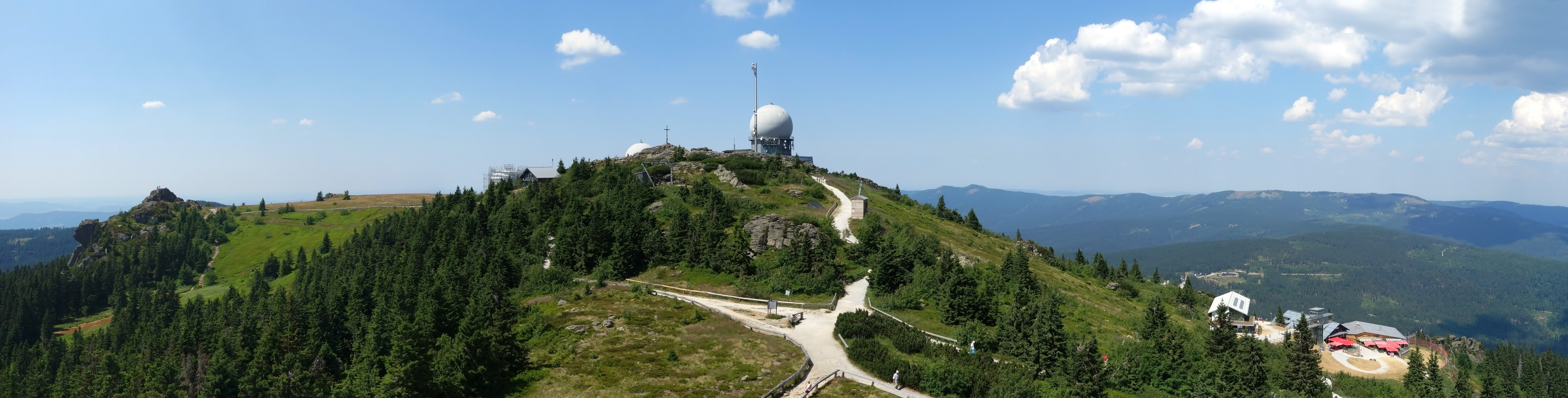
Großer Arber mit Radom von Süden

Auf der Gipfelregion stehen zwei Gebäude der Luftwaffe mit Radomen. Die Anlage wurde während des Kalten Krieges so nahe an der tschechoslowakischen Grenze errichtet, um den Flugverkehr im Ostblock überwachen zu können. Die Einrichtung wurde 1983 in Dienst gestellt, ursprünglich mit zwei Radarantennen. 1996 wurde sie umgerüstet und mit einem Großraumradargerät RRP 117 bestückt. Der zweite Turm beinhaltet seitdem die Sende- und Empfangsantennen für den Funkverkehr. Die Luftverteidigungsanlage Großer Arber wird als Teil des Integrierten NATO-Luftverteidigungssystems betrieben.

## Freizeit und Sport

### Wanderwege
Von Bodenmais aus führt ein Wanderweg zum Berggipfel. Er beginnt am Wandererparkplatz Rissloch und zieht sich dann vorbei an den Rieslochfällen hinauf. Der Abstieg kann am Gipfel des Kleinen Arbers vorbeiführen, geht dann an den Wasserfällen vorbei und endet am Ausgangspunkt. Des Weiteren verlaufen dort auch die 8-1000er Tour und die 12-1000er Tour. Dies sind Touren, bei denen man über den Europäischen Fernwanderweg E6 zum Gipfel gelangt und dabei über acht bzw. zwölf Berge wandert, die mehr als 1000 m hoch sind.
Als günstige Ausgangspunkte für Wanderungen eignen sich auch die Jugendherbergen des Bayerischen Waldes.

### Arberland-Berglauf
Am 10. Juni 2017 fand einmalig der Arberland-Berglauf statt, der zugleich auch die Deutschen Berglaufmeisterschaften 2017 beinhaltete. 346 Läuferinnen und Läufer erreichten das Ziel der 13,8 Kilometer langen Strecke mit einer Höhendifferenz von 887 Metern.

### Arber-Bergbahn und Wintersport
Die Liftanlagen auf dem Großen Arber werden als Arber-Bergbahn bezeichnet. Durch mehrere Skipisten ist der Berg als Wintersportgebiet erschlossen. Am 17. September 1949 wurde der erste Sessellift des Berges eröffnet.
Auf dem Berg fanden seit 1973 Slalom- und Riesenslalomwettbewerbe um den Europacup und seit 1976 um den Skiweltcup statt. Die Rennen wurden vom Deutschen Skiverband im Wechsel zwischen Ofterschwang, Zwiesel und Berchtesgaden vergeben. Seit 2011 fanden dort keine weiteren Skiweltcups mehr statt, und es sind nach Angaben des zuständigen Organisationskomitees auch auf absehbare Zeit keine weiteren Rennen geplant.
| Datum                | Siegerin Riesenslalom | Siegerin Slalom      | Bemerkung                                          |
| -------------------- | --------------------- | -------------------- | -------------------------------------------------- |
| 4./5. Februar 2011   | Viktoria Rebensburg   | Marlies Schild       |                                                    |
| 2./3. März 2008      | –                     | –                    |                                                    |
| 10./11. März 2007    | Tanja Poutiainen      | Marlies Schild       |                                                    |
| 7./8. Februar 2004   | Anja Pärson           | Anja Pärson          |                                                    |
| 17.–19. Januar 1997  | Deborah Compagnoni    | Pernilla Wiberg      | Zwei Riesenslalom-Weltcuprennen                    |
| 9. Februar 1991      | Anita Wachter         |                      |                                                    |
| 27./28. Februar 1987 | Maria Walliser        | Corinne Schmidhauser |                                                    |
| 20./23. März 1984    | Tamara McKinney       | Hanni Wenzel         |                                                    |
| 3./4. Februar 1981   | Maria Epple           | Erika Hess           | Kombination: Hanni Wenzel Abfahrtslauf in Pfronten |

| Datum             | Sieger Riesenslalom | Sieger Slalom    | Bemerkung                        |
| ----------------- | ------------------- | ---------------- | -------------------------------- |
| 8./9. Januar 1978 | Ingemar Stenmark    | Ingemar Stenmark | Zweites und letztes Herrenrennen |
| 27. Januar 1976   | Ingemar Stenmark    |                  | Erstes Weltcuprennen am Arber    |

### Hohenzollern Skistadion
Am Fuße des Großen Arber liegt, direkt am Großen Arbersee, das Hohenzollern Skistadion, wo Biathlon und Skilanglauf-Europacup-Rennen stattfinden.